# Исламское Государство Афганистан
Исла́мское Госуда́рство Афганиста́н (дари دولت اسلامی افغانستان) — государство, существовавшее на территории Афганистана с апреля 1992 по декабрь 2001 года.

## История
Возникло в результате гражданской войны после падения народно-демократического правительства Наджибуллы и прихода к власти афганских моджахедов в лице Совета Джихада (переходного совета моджахедов).
С 28 апреля по 28 июня 1992 года президентом Исламского Государства Афганистан являлся Себгатулла Моджаддеди. В дальнейшем высший государственный пост занимал Бурхануддин Раббани.
В сентябре 1996 года столица государства Кабул, а также большая часть территории Афганистана были захвачены Талибаном. Его руководители провозгласили в стране Первый Исламский Эмират Афганистан, фактической столицей которого был Кандагар — резиденция муллы Омара. Однако Бурхануддин Раббани, возглавлявший на севере страны силы Северного альянса, продолжал признаваться международным сообществом как законный президент Исламского Государства Афганистан вплоть до декабря 2001 года, когда правление талибов, обвинённых в международном терроризме, прекратилось под натиском вооружённых формирований Северного альянса, поддерживаемых войсками США (операция «Несокрушимая свобода» — Афганистан).
22 декабря 2001 года Раббани подал в отставку с поста президента ИГА. Одновременно, по результатам Боннской конференции афганских политических деятелей, была сформирована Временная администрация Афганистана во главе с её председателем Хамидом Карзаем.